# Halles de Condé-en-Brie
Les halles sont des halles situées à Condé-en-Brie, en France.

## Localisation
Les halles sont situées sur la commune de Condé-en-Brie, dans le département de l'Aisne.

## Historique
Le monument est inscrit au titre des monuments historiques en 1979.